# Copa Merconorte
La Copa Merconorte fou una competició entre clubs de futbol, organitzada per 
la CONMEBOL, que es disputà a Sud-amèrica del 1998 al 2001, any en què fou reemplaçada per la Copa Sud-americana. Hi prengueren part clubs de Veneçuela, Colòmbia, Equador, Perú i Bolívia, i puntualment mexicans, costa-riquenys i estatunidencs.

## Campions
| Any  | Campió               | Finalista                 |
| 1998 | C.A. Nacional        | Deportivo Cali            |
| 1999 | Club América de Cali | Independiente de Santa Fe |
| 2000 | C.A. Nacional        | Club Millonarios          |
| 2001 | Club Millonarios     | Emelec                    |